# Kosmanovití
Kosmanovití (Callitrichidae) je čeleď malých primátů žijících v tropických pralesích Amazonie a Střední Ameriky. Podle některých systémů jsou řazeni jako podčeleď kosmani (Callitrichinae) do čeledi malpovitých (Cebidae).

## Popis
Patří mezi nejmenší opičky, délka jejich těla bez ocasu je 12 až 30 cm a váží od 100 do 250 gramů. Všechny druhy jsou atraktivně zbarvené. Na prstech, kromě palců u nohy, mají místo nehtů malé drápky, proto se také nazývají drápkaté opičky. Někdy se jím říká podle velikosti marmosetky, což je odvozeno od francouzského slova marmouset (malí lidé, trpaslíci).

## Evoluce
Podle výzkumů molekulární biologie se tato skupina objevila v období paleocénu, kdy se zároveň oddělila od dalších vývojových větví primátů. Předkové kosmanovitých primátů patřili k prvním savcům, kteří po vyhynutí dinosaurů na konci křídy přešli postupně k dennímu způsobu života.

## Způsob života
Jsou to všežravci, živí se převážně ovocem a dále příležitostně hmyzem, drobnými obratlovci, bezobratlými, mízou a pryskyřici, které vylučují stromy, a nektarem květů. Téměř celý život stráví v korunách stromů, na zem slézají jen výjimečně.
Kosmanovití mají na prsou pachové žlázy, jejímiž výměšky samci značkují svá teritoria. Samice zase ohraničují své obvody močí. Při vzájemných soubojích používají zuby méně než ostatní opice, ale snaží se soupeři zlomit ruku.
Žijí v párech nebo malých skupinkách, kde většinou rodí jediná vůdčí samice, podřízené samice nejsou schopné normální ovulace. Březost trvá 120 až 140 dnů, narodí se obvykle dvojčata. O mláďata se starají oba rodiče, velkou část dne je nosí na sobě zavěšené samec a samici je předává jen ke kojení. Žijí ve skupinách s mláďaty. Jestliže mladí z předchozího roku zůstávají s rodiči, přebírají péči o další potomky oni, přičemž hlavní úloha připadá samečkům. Průměrná délka života je 10 až 15 let.

## Ohrožení
V příloze CITES I jsou uvedeni tito ohrožení zástupci čeledi kosmanovitých:
- rod kalimiko,
- druhy kosman ušatý a kosman žlutohlavý,
- rod lvíček,
- druhy tamarín běloruký, tamarín Geoffroyův, tamarín pestrý a tamarín pinčí.[6]

Aby se zamezil jejich prodej na černém trhu, musí být registrováni. Kosmani stejně nejsou vhodní domácí mazlíčci, nenaučí se čistotnosti a jsou velice náchylní k banálním lidským onemocněním, obyčejná rýma je může zabít. Chovají se v ZOO. Nejpočetnější skupinky zástupců všech těchto druhů v ČR má ZOO Jihlava.

## Klasifikace
Prohlubováním a zpřesňováním poznatků dochází ke změnám v taxonomii, vývojem se mění zatřiďování skupin zvířat do rodů, druhů nebo poddruhů. Obdobná situace je i při zařazování do vyšších taxonů. Kosmanovití jsou rozděleni do více než 40 druhů které se dělí na více než 80 poddruhů. Jednou z možných příčin je to, že nežijí na celistvém území. Jihoamerické a středoamerické pralesy netvoří jednotný celek, ale jsou rozděleny výběžky And, savanami i mohutnými vodními toky. To vše jsou pro malé opičky nepřekonatelné překážky a v oddělených biotopech se postupem času vyvinuly četné rozdílné formy populace. U čeledi kosmanovitých není snadné se přesně vyznat v taxonomii.
- podčeleď kalimikové (Callimiconinae)
  - rod kalimiko (Callimico) Miranda-Ribeiro, 1912
    - kalimiko Goeldův (Callimico goeldii) Thomas, 1904
- podčeleď kosmani (Callithrichinae)
  - rod kosman (Callithrix) Erxleben, 1777
    - kosman akarský (Callithrix acariensis) Van Roosmalen et al., 2000
    - kosman běločelý (Callithrix geoffroyi) Humboldt, 1912
    - kosman běloocasý (Callithrix leucippe) Thomas, 1922
    - kosman běloplecí (Callithrix humeralifera) É. Geoffroy, 1812
    - kosman bělovousý (Callithrix jacchus) Linnaeus, 1758
    - kosman bílý (Callithrix intermedia) Hershkovitz, 1977
    - kosman černohlavý (Callithrix nigriceps) Ferrari et Lopes, 1992
    - kosman černoocasý (Callithrix melanura) É. Geoffroy, 1812
    - kosman černovousý (Callithrix penicillata) É. Geoffroy, 1812
    - kosman Emiliin (Callithrix emiliae)Thomas, 1920
    - kosman Kuhliův (Callithrix kuhlii) Coimbra-Filho, 1985
    - kosman manicorský (Callithrix manicorensis) Van Roosmalen et al.,2000
    - kosman Marcaův (Callithrix marcai) Alperin, 1993
    - kosman marimarský (Callithrix saterei) Silva Jr. et Noronha, 1998
    - kosman mauesský (Callithrix mauesi) Mittermeier, Schwarz et Ayres, 1992
    - kosman ryzí (Callithrix chrysoleuca) Wagner, 1842
    - kosman stříbřitý (Callithrix argentata) Linnaeus, 1766
    - kosman ušatý (Callithrix aurita) É. Geoffroy, 1812
    - kosman zakrslý (Callithrix pygmaea) Spix, 1823
    - kosman žlutohlavý (Callithrix flaviceps) Thomas, 1903

  - rod lvíček (Leontopithecus) Lesson, 1840
    - lvíček černolící (Leontopithecus caissara) Lorini et Persson, 1990
    - lvíček černý (Leontopithecus chrysopygus) Mikan, 1823
    - lvíček zlatohlavý (Leontopithecus chrysomelas) Kuhl, 1820
    - lvíček zlatý (Leontopithecus rosalia) Linnaeus, 1766

  - rod tamarín (Saguinus) Hoffmannsegg, 1807
    - tamarín bělavý (Saguinus melanoleucus) Miranda Ribeiro, 1912
    - tamarín bělohubý (Saguinus labiatus) Humboldt, 1812
    - tamarín běloruký (Saguinus leucopus) Günther, 1876
    - tamarín bělovousý (Saguinus mystax) Spix, 1823
    - tamarín černý (Saguinus niger) É. Geoffroy, 1803
    - tamarín Geoffroyův (Saguinus geoffroyi) Pucheran, 1845
    - tamarín Graellsův (Saguinus graellsi) Jiménez de la Espada, 1870
    - tamarín hnědý (Saguinus inustus) Schwarz, 1951
    - tamarín Martinsův (Saguinus martinsi) Thomas, 1912
    - tamarín pestrý (Saguinus bicolor) Spix, 1823
    - tamarín pinčí (Saguinus oedipus) Linnaeus, 1758
    - tamarín rudokápový (Saguinus pileatus) I. Geoffroy et Deville, 1848
    - tamarín sedlový (Saguinus fuscicollis) Spix, 1823
    - tamarín tmavohřbetý (Saguinus nigricollis) Spix, 1823
    - tamarín vousatý (Saguinus imperator) Goeldi, 1907
    - tamarín zlatohřbetý (Saguinus tripartitus) Milne-Edwards, 1878
    - tamarín žlutoruký (Saguinus midas) Linnaeus, 1758